# زبان تحت‌اللفظی و مجازی
زبان تحت اللفظی و مجازی (انگلیسی: Literal and figurative language)، تمایز زبان تحت اللفظی و مجازی در برخی زمینه‌های تحلیل زبان، به ویژه سبک‌شناسی، بلاغت و معناشناسی است.
- زبان تحت اللفظی کلمات را دقیقاً مطابق با معانی یا دلالت پذیرفته شده مرسوم آنها استفاده می‌کند.
  - زبان مجازی (یا غیر تحت اللفظی) با معنایی اثر گذار تر از کلمات استفاده می‌کند.[۱]

زبان تحت اللفظی از کلمات، به معنایی که به خودی خود دارند، خارج از هر شکل گفتاری. معنای ثابتی را حفظ می‌کند، که مطابقت با معنای تک تک کلمات دارد.
در مقابل، استفاده مجازی از زبان، استفاده از کلمات یا عباراتی است که دلالت بر غیر معنای کلمات تحت اللفظی دارد.
ارسطو و بعدها کوئنتیلیان رومی از جمله تحلیلگران اولیه بلاغت بودند که تفاوت‌های بین زبان واقعی و مجازی را توضیح دادند.

## زبان مجازی در تحلیل ادبی
زبانی که صنایع بدیعی مثل تشبیه یا استعاره و سجع را به کار می‌برد زبان مجازی است.